# Essex (Massachusetts)
Rio Essex em Essex
Localização de Massachusetts nos E.U.A.
Essex é uma cidade localizada no condado de Essex, no estado estadunidense de Massachusetts. No Censo de 2010 tinha uma população de 3.504 habitantes e uma densidade populacional de 84,82 pessoas por km².

## Geografia
Essex encontra-se localizado nas coordenadas 42° 38′ 04″ N, 70° 46′ 36″ O. Segundo o Departamento do Censo dos Estados Unidos, Essex tem uma superfície total de 41.31 km², da qual 36.19 km² correspondem a terra firme e (12.41%) 5.13 km² é água.

## Demografia
Segundo o censo de 2010, tinha 3.504 pessoas residindo em Essex. A densidade de população era de 84,82 hab./km². Dos 3.504 habitantes, Essex estava composto por 97.2% brancos,  0.34% eram afroamericanos,  0.09% eram amerindios,  1% eram asiáticos,  0.03% eram insulares do Pacífico,  0.2% eram de outras raças e  1.14% pertenciam a dois ou mais raças. Do total da população  1.31% eram hispanos ou latinos de qualquer raça.